# وانگ کام فوک
وانگ کام فوک (انگلیسی: Wong Kam Fook؛ زادهٔ ۱۷ مارس ۱۹۴۹) بازیکن فوتبال اهل مالزی بود.
این بازیکن به‌همراه تیم ملی فوتبال مالزی در بازی‌های المپیک تابستانی ۱۹۷۲ شرکت کرده‌است.